# Imperivm: Great Battles of Rome
Imperivm III: Great Battles of Rome és un videojoc d'estratègia per a ordinador personal produït per FX Interactive, basat en fets històrics ocorreguts a Europa i el nord d'Àfrica. En concret, el jugador pot reviure esdeveniments tan importants com les campanyes de Marc Aureli en Germània, la conquesta d'Egipte i Britànnia, el setge d'Alèsia o la batalla de Zama. A més, el jugador pot posar-se al comandament dels exèrcits de set importants civilitzacions antigues: Roma, Egipte, Germània, Britànnia, Hispània, la Gàl·lia i Cartago. A aquestes civilitzacions s'hi afegeixen grans personatges com Juli Cèsar, Cleòpatra, Marc Aureli, August, Gneu Juli Agrícola, Hanníbal Barca, Vercingetòrix, Armini, Escipió Emilià, Escipió l'Africà, Boudica, Seti...
És important afegir que aquest joc no només està basat en fets i batalles històriques, sinó que a més s'ha inspirat profundament en jaciments arqueològics i ceràmiques per realitzar tant les estructures com les unitats.
Aquest videojoc ha venut més d'un milió de còpies a Espanya i Itàlia.

## Dinàmica del joc
El joc se centra en la tàctica, el moviment de les tropes i l'exploració del terreny més que no pas en la força dels números per guanyar les batalles. Encara que els recursos són importants, no tenen tanta rellevància com en altres jocs de batalles en temps real. En lloc d'enviar els camperols a recol·lectar, els recursos es generen automàticament depenent de la població que tinga un edifici. A més a més, només hi ha dos tipus de recursos: l'or i el menjar.
L'or serveix per comprar qualsevol cosa, com els guerrers o les millores.
El menjar serveix per alimentar les unitats i per a comprar determinades coses que no es poden comprar amb or. Si una unitat no té menjar, li baixa la vida.
Tot i que el joc sempre consisteix a controlar exèrcits i vèncer els enemics, hi ha diverses modalitats: Grans batalles, Conquesta i Estratègia.

## Grans Batalles (campanya)
Les Grans Batalles són partides basades en fets històrics militarment rellevants o peculiars. Aquesta modalitat de joc és la més didàctica i interactiva, ja que hi ha encapçalaments amb vídeos sobre la història de la batalla en concret i converses entre els personatges, seguint un argument i un encadenament d'objectius i accions.

### Batalles de Roma
- Desembarcament a Àfrica (204 aC): cada victòria d'Hanníbal en el cor de Roma és un atac a l'orgull romà, així que el Senat decideix combatre Cartago en el seu propi terreny. El general Publi Corneli Escipió desembarca prop d'Útica.
- La presa de Numància (134 aC): després de 20 anys de fallides, la inexpugnable ciutat hispana de Numància continua resistint. El Senat envia Publi Corneli Escipió Emilià, conqueridor de Cartago, per prendre la ciutat d'una vegada per sempre.
- El setge d'Alèsia: (52 aC): la guerra de la Gàl·lia ha arribat al seu punt àlgid: el cònsol Juli Cèsar ha assetjat amb les seues tropes la fortalesa gal·la d'Alèsia, però els gals amenacen de trencar el setge. El geni militar de Cèsar es posa a prova davant un enemic que li supera enormement en nombre.
- August al Nil (31 aC): Marc Antoni, aliat amb la reina egipcíaca Cleòpatra, anhela aconseguir el poder a Roma. L'emperador Octavi August parteix a la terra dels faraons després de derrotar-los en la batalla d'Àccium.
- La conquesta de Britànnia (77 dC): el tribú Gneu Juli Agrícola és designat governador de l'illa de Britànnia amb un doble objectiu: pacificar la regió de guerrers britans i mantenir allunyats els caledonis del nord, experts en les emboscades.
- Marc Aureli a la Germània (any 177 dC): els germànics de més enllà del Rin han saquejat la ciutat d'Aquilea, al golf de Venècia. L'emperador Marc Aureli no pensa tolerar aquesta acció i, al capdavant del seu exèrcit, parteix a expulsar els germans més enllà del Danubi.

### Reptes de Roma
- Hanníbal a les portes de Roma (216 aC): el brillant general cartaginès Hanníbal es troba a les portes de la mateixa Roma a punt per conquerir-la.

- Viriat domina Hispània (146 aC): com a cabdill de la tribu dels lusitans, Viriat manté en escac a les tropes romanes de la regió. En el seu moment de major poder, Viriat domina quasi tota Hispània, sense que els romans siguen capaços de derrotar-lo.

- Egipte en armes (58 aC): el faraó Ptolemeu XII governa Egipte afavorit per Roma, però els romans exigeixen al poble egipci tributs abusius. Farts dels alts impostos i que el seu faraó siga un titella romà, els egipcis s'alcen en armes.

- El setge de Gergòvia (52 aC): el cabdill gal Vercingetòrix ha sigut nomenat cap de totes les tropes gal·les. Vercingetòrix es refugia a Gergòvia, on es prepara per a resistir el setge de les tropes romanes del genial Juli Cèsar.

- Armini, el general rebel (6 dC): el somni de Roma és expandir-se més enllà del Rin, on habiten les feroces tribus germàniques. El governador Publi Quintili Var parteix amb les seues tropes, i entre ells es troba el general Armini, un germànic disposat a abandonar Roma per a defensar el seu poble.

- La rebel·lió de Boudica (60 dC): Britànnia és un formiguer de rebel·lions enfront de l'arrogància romana. La reina icènia Boudica es rebel·la i es dirigeix cap a la capital romana de la regió mentre el governador Gai Suetoni Paulí sufoca una altra rebel·lió a Anglesey.

## Conquesta
En el mode de Conquesta, es pot triar una civilització de les set civilitzacions disponibles i, a partir de la regió d'aquesta, conquerir les altres civilitzacions. Els mapes per a cada regió són sempre els mateixos.

## Estratègia
És el mode per a jugar partides personalitzades. Es poden triar el nombre d'enemics, el tipus i la grandària del mapa i la quantitat d'or inicial. S'hi poden formar aliances entre els jugadors.

## Civilitzacions
- Ibers
- Britans
- Romans (republicans o imperials)
- Egipcis
- Cartaginesos
- Gals
- Germànics